# Ling Ťi-chua
Ling Ťi-chua (čínsky pchin-jinem Lìng Jìhuà, znaky zjednodušené 令计划, tradiční 令計劃; * 22. října 1956) je bývalý čínský komunistický politik, původně funkcionář svazu mládeže přešel do hlavní kanceláře ústředního výboru KS Číny, nakonec jako zástupce vedoucího (1999–2007) a vedoucí (2007–2012) kanceláře. V letech 2012–2014 vedl oddělení jednotné fronty ÚV KS Číny a současně byl místopředsedou celostátního výboru Čínského lidového politického poradního shromáždění (2013–2015). Ve vedení komunistické strany byl kandidátem (2002–2007) a členem (2007–2015) ústředního výboru a tajemníkem sekretariátu (2007–2012) ÚV KS Číny.
V letech 2014/2015 byl odvolán z funkcí kvůli obvinění z korupce a roku 2016 za to odsouzen k doživotnímu uvěznění.

## Život
Ling Ťi-chua se narodil 22. října 1956 v okresu Pching-lu v provincii Šan-si. Od roku 1973 pracoval v tiskárně, roku 1976 vstoupil do Komunistické strany Číny. V letech 1975–1978 byl funkcionářem Komunistického svazu mládeže na okresní a prefekturní úrovni, poté krátce pracoval ve výboru KS Číny v prefektuře Jün-čcheng. V letech 1979–1995 působil v centrálním aparátu Komunistického svazu mládeže, naposled jako vedoucí oddělení propagandy ústředního výboru svazu mládeže.
Roku 1995 přešel do stranického aparátu, a sice do výzkumného úřadu při hlavní kanceláři ústředního výboru Komunistické strany Číny, v posledku úřad vedl. Od roku 1999 vykonával funkci zástupce vedoucího hlavní kanceláře (od roku 2007 prvního zástupce). Na XVI. sjezdu KS Číny v listopadu 2002 byl zvolen kandidátem ústředního výboru. V září 2007 povýšil na vedoucího hlavní kanceláře ÚV KS Číny a vzápětí na XVII. sjezdu KS Číny v říjnu 2007 se stal již členem ústředního výboru a tajemníkem sekretariátu ÚV.
Od 80. let patřil k blízkým spolupracovníkům a důvěrníkům Chu Ťin-tchaa, zprvu ve svazu mládeže, později ve vedení komunistické strany. V březnu 2012 však Ling Ťi-chua ztratil naděje na další úspěšnou kariéru, když jeho třiadvacetiletý syn zahynul při havárii v luxusním Ferrari 458, při nehodě byly zraněny i jeho dvě spolujezdkyně. Na následujícím XVIII. sjezdu KS Číny v listopadu 2012 byl sice znovuzvolen do ústředního výboru, ale ztratil místo v sekretariátu a byl odsunut z hlavní kanceláře ÚV na místo vedoucího oddělení jednotné fronty ÚV KS Číny. V souvislosti s vedením oddělení jednotné fronty byl v březnu 2008 zvolen i místopředsedou celostátního výboru Čínského lidového politického poradního shromáždění.
V rámci protikorupční kampaně zahájené po XVIII. sjezdu novým vedením KS Číny v čele se Si Ťin-pchingem se roku 2014 pozornost vyšetřovatelů upřela i na Ling Ťi-chuu. V prosinci 2014 byl proto odvolán z oddělení jednotné fronty a v lednu 2015 z politického poradního shromáždění. V červenci 2015 byl vyloučen ze strany a zatčen. V červenci 2016 byl za braní úplatků, zneužití pravomocí a nezákonné zjišťování státních tajemství odsouzen k doživotnímu trestu vězení.